# Ahmed Al-Dokhi
Ahmed Al-Dokhi Al-Dosari (en árabe: أحمد الدوخي الدوسري‎, nacido el 25 de octubre de 1976 en Riad, Riad) es un exfutbolista saudita. Jugaba de defensa y su último club fue el Al Nassr de Arabia Saudita.
Al-Dokhi desarrolló su carrera entre clubes de Catar y su nación local, entre los que se encuentran Al Hilal, Al Ittihad y Qatar SC. Además, fue internacional absoluto por la Selección de fútbol de Arabia Saudita y disputó las Copas Mundiales de la FIFA de 1998, 2002 y 2006, así como las Copas Asiáticas de 2000 y 2004.

## Carrera

### Clubes
Al-Dokhi formó parte del equipo de Al Hilal que ganó el Campeonato Asiático de Clubes y la Supercopa de la AFC en 2000. Luego, pasó a Al Ittihad y les ayudó a levantar la Liga de Campeones de la AFC en 2005.
El 11 de agosto de 2009, Al Nassr contrató a Ahmad Al-Dokhi inicialmente por un año. El 30 de enero de 2010, Ahmed debutó contra Al Ahli. El 10 de diciembre de 2010, asistió a Saad Al-Harthi para que marque contra Najran, en un partido que ganaron por 6-1. El 29 de abril de 2011, ingresó en el minuto 91 contra Al Ettifaq. El 20 de mayo de 2011, Ahmed Al-Dokhi anotó su primer gol con Al Nassr en su último partido de liga contra Al Ittihad, que perdieron por 5-2. Finalmente, se retiró en 2011.

### Selección nacional
Ha sido internacional con la Selección de fútbol de Arabia Saudita y formó parte de las Copas Mundiales de la FIFA de 1998, 2002 y 2006, las Copas Asiáticas de 2000 y 2004, y la Copa FIFA Confederaciones 1997.

## Trayectoria

### Clubes
| Club       | País           | Año       |
| ---------- | -------------- | --------- |
| Al Hilal   | Arabia Saudita | 1995-2005 |
| Al Ittihad | Arabia Saudita | 2005-2008 |
| Qatar SC   | Catar          | 2008 2009 |
| Al Nassr   | Arabia Saudita | 2009-2011 |

### Selección nacional
| Selección | País           | Año         |
| --------- | -------------- | ----------- |
| Absoluta  | Arabia Saudita | 1997 - 2006 |

## Estadísticas

### Selección nacional
Fuente:
| Selección de Arabia Saudita | Selección de Arabia Saudita | Selección de Arabia Saudita |
| Año                         | Part.                       | Goles                       |
| --------------------------- | --------------------------- | --------------------------- |
| 1997                        | 11                          | 0                           |
| 1998                        | 13                          | 0                           |
| 1999                        | 0                           | 0                           |
| 2000                        | 12                          | 0                           |
| 2001                        | 18                          | 0                           |
| 2002                        | 13                          | 0                           |
| 2003                        | 9                           | 1                           |
| 2004                        | 16                          | 0                           |
| 2005                        | 2                           | 0                           |
| 2006                        | 19                          | 0                           |
| Total                       | 113                         | 1                           |

#### Goles internacionales
| No | Fecha                 | Sede                 | Oponente  | Gol   | Resultado | Competición                              |
| -- | --------------------- | -------------------- | --------- | ----- | --------- | ---------------------------------------- |
| 1. | 17 de octubre de 2003 | Yeda, Arabia Saudita | Indonesia | 1 gol | 6-0       | Eliminatorias para la Copa Asiática 2004 |

#### Participaciones en fases finales
| Torneo                         | Sede                  | Resultado    | Partidos | Goles |
| ------------------------------ | --------------------- | ------------ | -------- | ----- |
| Copa Confederaciones 1997      | Arabia Saudita        | Primera fase | 1        | 0     |
| Copa Mundial de Fútbol de 1998 | Francia               | Primera fase | 1        | 0     |
| Copa Asiática 2000             | Líbano                | Subcampeón   | 6        | 0     |
| Copa Mundial de Fútbol de 2002 | Corea del Sur / Japón | Primera fase | 2        | 0     |
| Copa Asiática 2004             | China                 | Primera fase | 2        | 0     |
| Copa Mundial de Fútbol de 2006 | Alemania              | Primera fase | 3        | 0     |

## Palmarés

### Títulos nacionales
| Título                         | Club       | País           | Año  |
| ------------------------------ | ---------- | -------------- | ---- |
| Liga Profesional Saudita       | Al Hilal   | Arabia Saudita | 1996 |
| Copa Federación Saudita        | Al Hilal   | Arabia Saudita | 1996 |
| Liga Profesional Saudita       | Al Hilal   | Arabia Saudita | 1998 |
| Copa del Príncipe de la Corona | Al Hilal   | Arabia Saudita | 2000 |
| Copa Federación Saudita        | Al Hilal   | Arabia Saudita | 2000 |
| Copa del Fundador Saudita      | Al Hilal   | Arabia Saudita | 2000 |
| Liga Profesional Saudita       | Al Hilal   | Arabia Saudita | 2002 |
| Copa del Príncipe de la Corona | Al Hilal   | Arabia Saudita | 2003 |
| Liga Profesional Saudita       | Al Hilal   | Arabia Saudita | 2005 |
| Copa del Príncipe de la Corona | Al Hilal   | Arabia Saudita | 2005 |
| Copa Federación Saudita        | Al Hilal   | Arabia Saudita | 2005 |
| Liga Profesional Saudita       | Al Ittihad | Arabia Saudita | 2007 |
| Copa de Catar                  | Qatar SC   | Catar          | 2009 |

### Títulos internacionales
| Título                             | Club (*)       | Sede    | Año  |
| ---------------------------------- | -------------- | ------- | ---- |
| Recopa de la AFC                   | Al Hilal       | Riad    | 1997 |
| Supercopa de la AFC                | Al Hilal       | Pohang  | 1997 |
| Copa de Clubes Campeones del Golfo | Al Hilal       | Sur     | 1998 |
| Copa de Naciones Árabe             | Arabia Saudita | Doha    | 1998 |
| Campeonato Asiático de Clubes      | Al Hilal       | Riad    | 2000 |
| Supercopa de la AFC                | Al Hilal       | Riad    | 2000 |
| Recopa Árabe                       | Al Hilal       | Riad    | 2000 |
| Supercopa Árabe                    | Al Hilal       | Damasco | 2001 |
| Recopa de la AFC                   | Al Hilal       | Doha    | 2002 |
| Liga de Campeones Árabe            | Al Ittihad     | Yeda    | 2005 |
| Liga de Campeones de la AFC        | Al Ittihad     | Yeda    | 2005 |

(*) Incluyendo la Selección